# Wisin
Juan Luis Morera Luna (Cayey, 19 de diciembre de 1978), conocido artísticamente como Wisin, es un cantante, compositor y productor musical puertorriqueño. También es conocido por haber sido parte del dúo Wisin & Yandel. Como solista ha lanzado cinco álbumes de estudio: El Sobreviviente (2004), El regreso del Sobreviviente (2014), Los vaqueros 3: La trilogía (2015), Victory (2017)  Mr. W (2024), y EL SOBREVIVIENTE WWW (2025).
El artista fundó su propia compañía discográfica La Base Music que será distribuida por el sello estadounidense de The Orchard.

## Primeros años
Empezó a interesarse en los caminos de la música desde temprana edad, y con el pasar del tiempo, formaría un grupo musical bajo el nombre Boricua Selecta, en donde estaría Alexis, Small, Selfo y el propio cantante, de esta manera, lanzando algunas canciones para poder adentrarse en la música, hasta que por razones desconocidas, dicho grupo terminaría por desintegrarse.

## Trayectoria musical

### 1998-2012: Con Wisin & Yandel

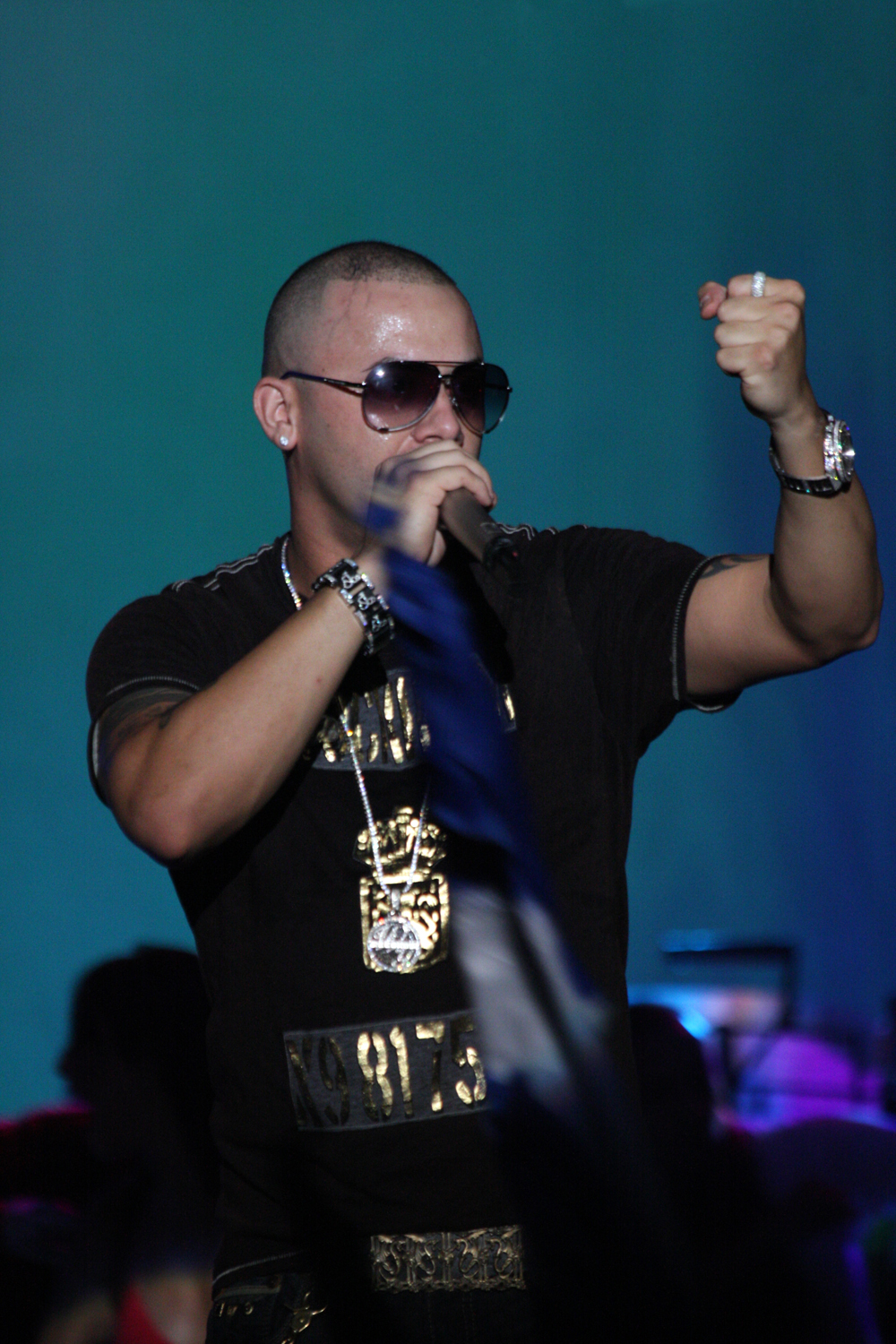
Wisin en concierto, 2008.

En 1998, junto a su compañero Yandel, buscaron oportunidades para emprender su carrera como dúo, de esta manera, lanzaron música y grabaron algunas canciones de colaboración en el disco Reggae Shock 3 con la canción «Quieren probarnos», en Puerto Rico Most Wanted con «Pides la guerra y voy» y en No Fear 3 con «Vamos a detonar»; un año después, en el recopilatorio La Misión, editado por el sello Fresh Production. Tras esto, la discográfica produjo el álbum Los reyes del nuevo milenio, su primer álbum como dúo.
En 2007 lanzaron el álbum Los extraterrestres, con colaboraciones internacionales como Eve y Fat Joe, seguido de La mente maestra producido por Nesty y La revolución, álbum que contó con la participación del rapero estadounidense 50 Cent. En 2010 anunciaron varios proyectos, entre ellos, una película protagonizada por ellos y dos álbumes, La revolución live, y la continuación del álbum del año 2006, Los vaqueros: el regreso.
Durante sus catorce años de carrera conjunta, recibieron numerosas certificaciones multiplatino en Estados Unidos y América Latina, así como un Grammy, dos Latin Grammy y once premios Billboard Latinos, entre otros galardones.

### 2013-2014: como solista
En 2004, él y Yandel trabajaron en proyectos individuales. Ese mismo año, sacó su primer disco como solista titulado El sobreviviente el cual contó con la colaboración de varios artistas como Daddy Yankee, Tony Dize, Alexis entre otros. Fue publicado el 10 de febrero de 2004 bajo las disqueras Universal Music Group y Machete Music.
El 4 de octubre de 2013, lanzó su primer sencillo «Que viva la vida» de su segundo álbum de estudio. El 26 de noviembre del mismo año se lanzó una versión remix del sencillo junto al brasileño Michel Teló. Se lanzó el segundo sencillo del álbum «Adrenalina», una colaboración junto al puertorriqueño Ricky Martin y la cantante estadounidense Jennifer Lopez el 25 de febrero de 2014.
El álbum El regreso del sobreviviente, se lanzó el 18 de marzo de 2014, donde incluye colaboraciones con artistas como 50 Cent, Jennifer López, Ricky Martin, Pitbull, Chris Brown, entre otros. «Adrenalina» fue nombrado el segundo vídeo de Youtube más visto en el 2014.[cita requerida]

### 2015-2016:Los vaqueros: La Trilogía
En 2015, se presentó en Chile en la segunda noche de realización del Festival de Antofagasta, y se presentó posteriormente en Argentina para realizar su concierto en el Estadio donde presentó la canción «Nota de amor» con Carlos Vives y Daddy Yankee.[cita requerida] El sencillo logró el primer puesto en el Billboard Latin Airplay en Estados Unidos y logró entrar en las listas Top Latin Songs/Crossover de Monitor Latino en Colombia, para finales de febrero de 2015 alcanzó el tercer lugar de la lista. Interpretó por primera vez el tema junto a Vives y Yankee el 30 de abril de 2015 en los Premios Billboard de la música latina, además de contar con cuatro nominaciones en dicha premiación.
El 16 de julio del 2015, se presentó en Premios Juventud junto a la artista mexicana Anahí, junto a la que debuta con su colaboración «Rumba». El 13 de agosto de ese añose presentó en el concierto de Carlos Vives de su gira Más Corazón Profundo Tour en el Estadio El Campín de Bogotá interpretando «Notas de amor».
Colaboró con Enrique Iglesias con el tema «Duele el corazón» en mayo de 2016.[cita requerida] En septiembre de ese año lanzó «Vacaciones» logrando colocarse en el primer puesto del Billboard Latin Airplay.[cita requerida]

### 2017-2019:Victory
Lanzó su segundo sencillo titulado «Escápate conmigo» junto a Ozuna el 31 de marzo de 2017. En noviembre de ese año, publicó el tercer sencillo «Move Your Body» con Timbaland y Bad Bunny. El 1 de diciembre, lanzó su cuarto álbum de estudio llamado Victory bajo la discográfica Sony Music Latin. El disco contó con dieciséis canciones y colaboraciones con artistas como Yandel, Nicky Jam, Bad Bunny, Daddy Yankee, Almighty, entre otros.
En 11 de julio de 2018, Telemundo lo confirmó como preparador en el concurso de talentos La Voz (Estados Unidos). Se unió con Luis Fonsi, Alejandra Guzmán y Carlos Vives como preparadores para la versión en español del programa de NBC The Voice.

### 2020-presente:Los Legendarios
En junio de 2020, lanzó un vídeo llamado La base documental, donde expresa que estarán trabajando en varios proyectos musicales, como los álbumes de Ozuna, del dúo Wisin & Yandel y los productores Los Legendarios, entre otros, asimismo, en la promoción de dos nuevos artistas, Chris Andrew y Abdiel "AB". Wisin comentó que es su tiempo de aportar a la música como productor de nuevos talentos. Participó como productor ejecutivo del álbum homónimo de los productores Los Legendarios, el cual se lanzó el 5 de febrero de 2021 con las colaboraciones de Ozuna, Myke Towers, Sech, Chencho Corleone, Zion, Jon Z, entre otros.

## Discografía

### Como solista
Álbumes de estudio
- 2004: El sobreviviente
- 2014: El regreso del sobreviviente
- 2015: Los vaqueros: La trilogía
- 2017: Victory
- 2024: Mr. W[35]
- 2025: El Sobreviviente WWW

### Álbumes en colaboración
- 2021: Los Legendarios 001 (con Los Legendarios)
- 2022: Multimillo Vol. 1 (con Los Legendarios)

## Filmografía

### Películas
| Año  | Película           | Personaje                     | Ref. |
| ---- | ------------------ | ----------------------------- | ---- |
| 2003 | Mi vida... my life | Juan Luis Morera Luna (Wisin) |      |

### Programas de TV
| Año  | Programa                  | Papel                | Ref.   |
| ---- | ------------------------- | -------------------- | ------ |
| 2013 | La Voz... México          | Preparador/Juez      | [ 36 ] |
| 2015 | La Banda (Estados Unidos) | Productor/Preparador | [ 37 ] |
| 2018 | La Voz (Estados Unidos)   | Preparador/Juez      | [ 28 ] |
| 2018 | Talento Fox               | Preparador/Juez      | [ 38 ] |
| 2018 | El host                   | Él mismo             | [ 39 ] |

## Premios y nominaciones
| Año  | Premiación                            | Categoría                                   | Trabajo                                              | Resultado | Ref.                 |
| ---- | ------------------------------------- | ------------------------------------------- | ---------------------------------------------------- | --------- | -------------------- |
| 2014 | Premios Juventud                      | La combinación perfecta                     | «Adrenalina» (junto a Ricky Martin y Jennifer Lopez) | Ganador   | [ 40 ] [ 41 ]        |
| 2014 | Premios Juventud                      | Mi artista urbano                           | Wisin                                                | Nominado  | [ 40 ] [ 41 ]        |
| 2014 | Grammy Latinos                        | Mejor interpretación urbana                 | «Que viva la vida»                                   | Nominado  | [ 42 ] [ 43 ]        |
| 2014 | Premios Quiero                        | Mejor video urbano                          | «Adrenalina»                                         | Ganador   | [ 44 ]               |
| 2014 | Premios Quiero                        | Mejor coreografía                           | «Adrenalina»                                         | Nominado  | [ 44 ]               |
| 2015 | Premios Lo Nuestro                    | Artista urbano del año                      | Wisin                                                | Nominado  | [ 45 ] [ 46 ]        |
| 2015 | Premios Lo Nuestro                    | Colaboración del año                        | «Adrenalina» (junto a Ricky Martin y Jennifer Lopez) | Nominado  | [ 45 ] [ 46 ]        |
| 2015 | Premios Lo Nuestro                    | video del año                               | «Adrenalina» (junto a Ricky Martin y Jennifer Lopez) | Nominado  | [ 45 ] [ 46 ]        |
| 2015 | Premios Billboard de la música latina | Latin Rhythm canción del año                | «Adrenalina» (junto a Ricky Martin y Jennifer Lopez) | Nominado  | [ 47 ] [ 48 ] [ 49 ] |
| 2015 | Premios Billboard de la música latina | Latin Rhythm Songs artista del año, solista | Wisin                                                | Ganador   | [ 47 ] [ 48 ] [ 49 ] |
| 2015 | Premios Billboard de la música latina | Álbum Latin Rhythm del año                  | El regreso del sobreviviente                         | Ganador   | [ 47 ] [ 48 ] [ 49 ] |
| 2015 | Premios Juventud                      | Mi artista urbano                           | Wisin                                                | Nominado  | [ 50 ]               |
| 2015 | Premios Latin American Music          | Colaboración favorita                       | «Nota de amor» (junto a Carlos Vives y Daddy Yankee) | Nominado  | [ 51 ] [ 52 ] [ 53 ] |
| 2025 | Premios Lo Nuestro                    | La mezcla perfecta del año                  | «La vida es una fiesta» (con Sergio George)          | Nominados | [ 54 ]               |
| 2025 | Premios Lo Nuestro                    | Artista masculino del año - urbano          | El mismo                                             | Nominado  | [ 54 ]               |
| 2025 | Premios Lo Nuestro                    | Colaboración del año - urbano               | «Bien loco» (con Mora)                               | Nominados | [ 54 ]               |
| 2025 | Premios Lo Nuestro                    | Álbum del año - urbano                      | «Mr. W (deluxe)»                                     | Nominado  | [ 54 ]               |
| 2025 | Premios Lo Nuestro                    | Mejor canción de música cristiana           | «Conéctate conmigo» (con Gocho y Redimi2)            | Nominada  | [ 54 ]               |
| 2025 | Premios Lo Nuestro                    | Colaboración del año - pop-urbano           | «La misión» (con Piso 21)                            | Nominados | [ 54 ]               |
| 2025 | Premios Lo Nuestro                    | Colaboración del año - tropical             | «La vida es una fiesta» (con Sergio George)          | Nominados | [ 55 ]               |